# Alfred von Conrad
Alfred Anton Robert Conrad, od 1904 roku von Conrad (ur. 13 maja 1852 we Frący, zm. 22 stycznia 1914 w Ospedaletti) – pruski polityk, poseł do sejmu pruskiego, pracownik Kancelarii Rzeszy w Berlinie, prezydent Królewskiej Regencji w Bydgoszczy w latach 1900–1901, nadprezydent prowincji Brandenburgia w latach 1910–1914.

## Życiorys
Urodził się 13 maja 1852 we Frący, ówcześnie leżącej na terytorium Królestwa Prus (obecnie leży w Polsce, w gminie Smętowo Graniczne). Uczęszczał do gimnazjum w Gdańsku, po czym podjął studia prawnicze na uniwersytetach w: Getyndze, Gryfii i Berlinie. Po uzyskaniu w 1875 r. stopnia referendarza sądowego podjął pracę w Wyższym Sądzie Krajowym we Frankfurcie nad Odrą. Wkrótce jednak zrezygnował z kariery sędziowskiej na rzecz pracy w administracji państwowej.
1 października 1875 r. został zatrudniony w Królewskiej Regencji w Gdańsku, w 1884 r. został mianowany landratem powiatu złotowskiego, a w 1895 r. awansował do stopnia tajnego radcy regencyjnego i został mianowany doradcą w Ministerstwie Rolnictwa, Domen i Lasów. Zajmował się sprawami taryf i opłat celnych oraz podatków, uczestniczył w przygotowaniu i opracowaniu umów handlowych. W opinii ówczesnego szefa tego resortu, wyróżniał się gruntowną wiedzą prawną i administracyjną, trafnym osądem sytuacji, a także zręcznością zawodową i taktem, które kwalifikowały go do pełnienia wysokich stanowisk w administracji państwa.
W 1898 r. otrzymał tytuł tajnego wyższego radcy regencyjnego, a w październiku 1899 r., po odejściu Theobalda von Bethmanna-Hollwega, został mianowany na wakujące stanowisko prezydenta Regencji w Bydgoszczy. W uzasadnieniu jego kandydatury wskazano na długoletnią pracę i znajomość zagadnień administracyjnych Prowincji Prusy Zachodnie. Miały one być gwarancją fachowości w zarządzaniu zbliżoną charakterem Regencją w Bydgoszczy, usytuowaną w sąsiedniej Prowincji Poznań.
Alfred von Conrad objął urząd prezydenta Regencji w Bydgoszczy 3 lutego 1900 r. Pozostał na tym stanowisku tylko półtora roku. Jego odejście z Bydgoszczy zbiegło się z awansem na stopień rzeczywistego tajnego wyższego radcy regencyjnego i zatrudnieniem w charakterze doradcy w Kancelarii Rzeszy w Berlinie. Szczególnym wyróżnieniem była nobilitacja nadana w dniu urodzin cesarza, 27 stycznia 1904 r. Szlachectwo nadano również bratu Conrada – Adalbertowi, wówczas landratowi w Grudziądzu, przyszłemu ministrowi rolnictwa.
Z Kancelarii Rzeszy został przeniesiony jako podsekretarz stanu do pruskiego Ministerstwa Rolnictwa, Domen i Lasów. Ostatnim akcentem kariery zawodowej była nominacja na stanowisko nadprezydenta Prowincji Brandenburgia, która miała miejsce 14 lutego 1910 r.
Alfred von Conrad oprócz typowej kariery administracyjnej zaangażował się również w działalność parlamentarną. W latach 1888–1899 był posłem Partii Konserwatywnej, członkiem Izby Reprezentantów sejmu pruskiego w Berlinie.
Zmarł 22 stycznia 1914 r. po długotrwałej chorobie. Zgon nastąpił podczas pobytu w Ospedaletti – niewielkim, kurorcie położonym na włoskiej Riwierze.